# جهان (فیلم ۲۰۰۴)
«جهان» (انگلیسی: The World (film)) فیلم درام چینی به کارگردانی جیا ژانکو است که سال ۲۰۰۴ منتشر شد.